# Паметник на Васил Левски (Вашингтон)
Паметникът на Васил Левски във Вашингтон се намира пред Посолството на България (1621 22-ра улица NW), окръг Колумбия, САЩ. Паметникът е включен в списъка на Конгресната библиотека „Славянски и централноевропейски забележителности“ в района на Вашингтон, окръг Колумбия.

## История
През 1995 г. президентът на България Желю Желев лансира идея за изграждане на паметник на Апостола в САЩ. С тази задача се заема основаната през 1991 г. фондация „Васил Левски“. Избрана е за реализация идеята да се направи авторско копие на открития година преди това паметник на Апостола в Борисовата градина в София. Бюстът е дело на българския скулптор Владимир Гиновски, а архитект на композицията е архитек Иван Битраков. Едно от творения, с което Владимир Гиновски е известен в България, е паметникът на Светите братя Кирил и Методий, открит през 1975 г. пред Националната библиотека в София (с авторски копия, изградени в Рим,Италия и в Мурманск, Русия).
Владимир Гиновски завършва паметника през 1996 г. и присъства на неговото откриване във Вашингтон на 18 юли същата година във връзка с 159-та годишнина от рождението на Левски. При своето единствено пътуване до САЩ, Гиновски успява да посети галерии на изкуството в Ню-Йорк.
През 2007 г. паметникът е включен в албума на паметници и скулптурни портрети на Васил Левски - „Памет за Апостола“. Сборникът включва близо 130 илюстрации, като всяка от тях е придружена с данни за автора, годината на построяване и откриване на паметника и пр. Сред 14 най-центите фотоса на скулптури на Апостола е и снимката на паметника във Вашингтон.
През месец юли 2016 г. заместник министър-председателят и министър на вътрешните работи Румяна Бъчварова е на посещение в САЩ, заедно с посланик Тихомир Стойчев полaгат цветя на паметника в чест на 179-та годишнина от рождението на Левски. През октомври 2020 г. американският посланик в България Херо Мустафа отдава почит пред паметника на Апостола във Вашингтон.
Около 19 февруари всяка година много българи, живеещи в САЩ минават през Вашингтон и отдават почит към паметта на българския национален герой. На 18 юли във връзка с годишнината от рождението на Васил Левски, служителите на посолството редовно полагат цветя пред паметника и отдават почит на паметта и делото на Апостола.

## Интересни факти
- Освен във Вашингтон съществува още едно авторско копие на паметника на Апостола в Унгария.
- През 2010 г. в градинката пред Посолството на САЩ в София реципрочно е издигнат паметник на загиналите американски пилоти по време на Втората световна война при бомбадировките над София и други български населени места.